# Lietai
Lietai (kinesiska: 烈太乡, 烈太) är en socken i Kina. Den ligger i provinsen Sichuan, i den sydvästra delen av landet, omkring 150 kilometer sydväst om provinshuvudstaden Chengdu. Antalet invånare är 6 699. Befolkningen består av 3 347 kvinnor och 3 352 män. Barn under 15 år utgör 17,0 %, vuxna 15-64 år 71 %, och äldre över 65 år 10,0 %.
Genomsnittlig årsnederbörd är 1 269 millimeter. Den regnigaste månaden är juli, med i genomsnitt 291 mm nederbörd, och den torraste är december, med 10 mm nederbörd.